# Thomas Foster Chuck
Thomas Foster Chuck (1826-1898) est un photographe britannique ayant fait sa carrière en Australie.

## Biographie
Thomas Foster Chuck est né le 19 septembre 1826 à Londres. Il étudie à la première bluecoat school du pays.
Il arrive à Melbourne en Australie le 24 novembre 1852. Il s'y marie le 15 juillet 1854 avec Adeline Holt, une Anglaise qui vient d'arriver en Australie. Ils ont un fils en 1856, qui est le seul fils survivant des six enfants qu'ils ont eu, mais dont cinq sont morts à un jeune âge, dont au moins deux fausses-couches. Adeline Holt meurt d'ailleurs le 14 mars 1867 d'une fausse-couche.

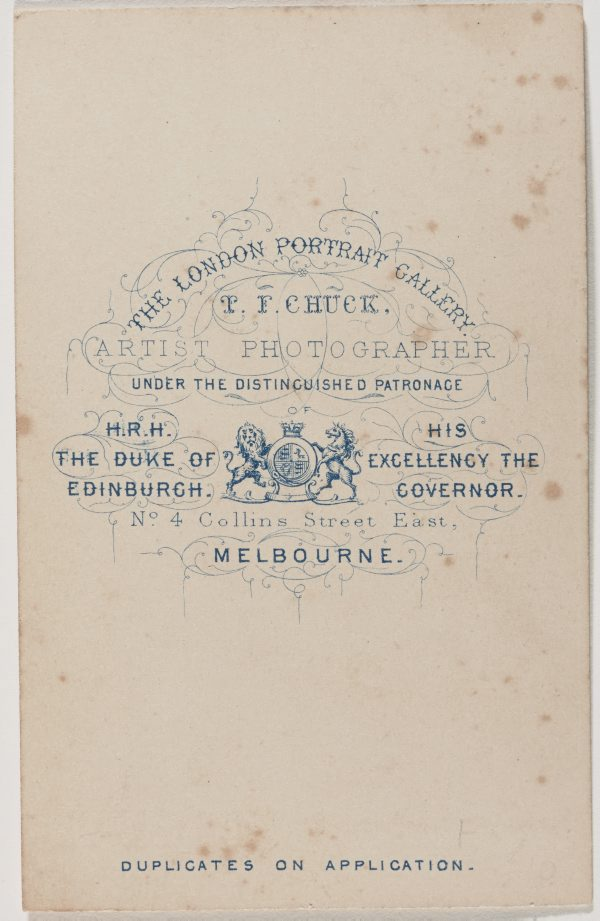
Carte de visite de Thomas Foster Chuck pour son studio The London Portrait Gallery.

Il s'établit d'abord comme fabricant de meubles, mais devient insolvable en 1860. Il s'implique dans la production et la promotion d'un diorama, Grand Moving Diorama représentant des événements de l'expédition de Burke et Wills, avec notamment des tours à Sydney et Hobart. C'est ainsi qu'il s'intéresse à l'art du spectacle et à la photographie : il ouvre alors un studio photographique dans le centre commercial de Royal Arcade, Melbourne (en). Une ou deux années plus tard, il déménage à Daylesford, où il a comme commande de photographier les scènes de crime liées à un célèbre procès local. Il y établit un studio appelé The London Portrait Gallery — le même nom que celui qu'il avait à Melbourne —, dans lequel il fait surtout des portraits et des vues ; il expose son travail lors de la Melbourne Intercolonial Exhibition. Il voyage dans le Western District (Victoria) (en) pour prendre des photos dans les régions de Hampden et Mortlake qui seront exposées lors de l'Intercolonial Exhibition, ainsi qu'une série de nuages après la tempête. Il revient à Melbourne en 1868, et ouvre un nouveau studio sur Octavia Street, St Kilda, dans la banlieue de la ville.
Il se marie l'année suivante avec Mary Ambrose (ils n'ont aucun enfant ensemble). Il s'installe à nouveau dans le centre commercial de Melbourne.

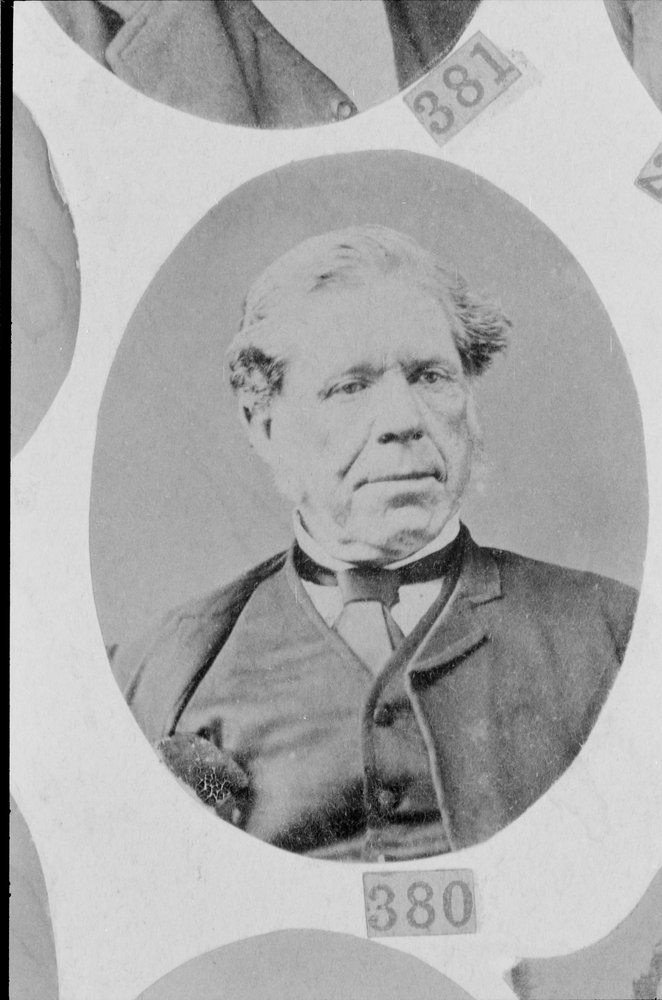
Portrait de Charles Robinson apparaissant dans The Explorers & Early Colonists of Victoria.

C'est alors qu'il commence à travailler sur son œuvre la plus célèbre : Historical Picture of The Explorers and Early Colonists of Victoria, une mosaïque photographique sur les explorateurs et premiers colons de la région de Victoria, composée de plus 700 portraits,,. Il la termine en 1872 et en tire de substantiels bénéfices, notamment en vendant des cartes de visite, des impressions élargies des portraits ou des impressions rétrécies de la mosaïque. En janvier 1873, l'Argus signale que la section photographique de la Victorian Intercolonial Exhibition fait une mention honorable des « portraits photographiques, finis à l'huile, des aquarelles et des gravures à la manière noire ». Il fournit par ailleurs la presse en photographies et les invite ainsi à ses expositions. Il obtient pour son travail une médaille d'or à l'exposition internationale de Londres de 1874,. Il expérimente la coloration de ses photographies avec des couleurs à l'huile ou à l'eau.
En 1872, il obtient un contrat pour photographier les collections de la National Gallery of Victoria : il réalise ainsi dix-huit photographies entre 1873 et 1874 qu'il publie dans Photographs of the Pictures in the National Gallery of Melbourne,.
En 1876, il vend son studio, déménage à Ballarat et ouvre Gallery of Art pour continuer à produire différents travaux photographiques, et notamment des « chromatypes » (un procédé qu'il prétend avoir inventé),, et en octobre de la même année il embarque avec sa femme pour l'Angleterre. Ils reviennent à Melbourne deux ans plus tard ; il semblerait que Chuck n'ait pas travaillé comme photographe lors de son séjour en Angleterre. À son retour, il abandonne la photographie et devient agent de l'Evangelisation Society of Australasia.
Thomas Chuck meurt le 7 décembre 1898 à Albert Park, dans la banlieue de Melbourne, et est enterré à St Kilda. Son fils Thomas Henry Chuck reprend son affaire à sa mort,.

## Conservation
- National Portrait Gallery of Australia[3]
- Bibliothèque d'État du Victoria[1]
- National Gallery of Victoria[10]
- Collection de La Trobe, bibliothèque d'État de Victoria, à Melbourne[10]

## Œuvre

### Publications
- (en) The Story of the Camera in Australia, Melbourne, 1955
- (en) Key to the historical picture of the explorers and early colonists of Victoria, Melbourne, Mason, Firth, & M'Cutcheon, 1872 (OCLC 222299194)
- (en) One Story is Good Till Another is Told; or, a Reply to Mr. Anthony Trollope on That Part of His Work Entitled 'Australia and New Zealand’ Relating to Victoria, Liverpool, Royaume-Uni, 1877

### La mosaïque photographique

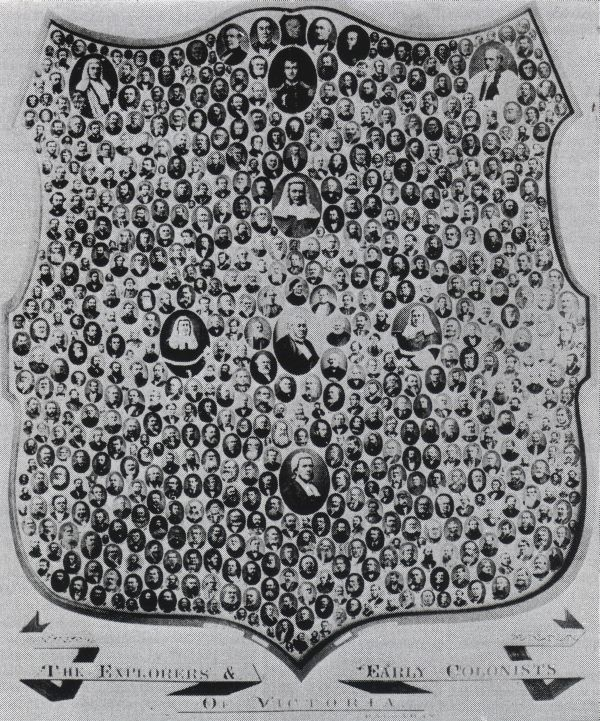
La mosaïque photographique de Thomas Foster Chuck.

La mosaïque photographique de Thomas Chuck, The Explorers & Early Colonists of Victoria, est conservée à la Bibliothèque d'État du Victoria.
La liste complète des personnalités représentées sur la mosaïque est disponible en ligne et le portrait de chacune d'entre elles peut être consultable sur le site de la Bibliothèque d'État du Victoria.